# Koriander
Koriander (Coriandrum sativum) is een plant uit de schermbloemenfamilie (Apiaceae). De plant wordt ook wel 'ketoembar', 'coander' of 'wantsenkruid' genoemd. Het is een specerij die in veel verschillende keukens wordt gebruikt. De specerij komt oorspronkelijk uit het Midden-Oosten en het Middellandse Zeegebied. Koriander is een eenjarige plant.

## Toepassingen

### Culinair
Koriander wordt vaak gebruikt in de keukens van het Midden-Oosten, Middellands Zeegebied, India, Indonesië en andere Zuidoost-Aziatische landen, China, Latijns-Amerika en Afrika.
Alle delen van de plant zijn eetbaar. De verse bladeren en de gedroogde vruchten (doorgaans foutief als "zaden" aangeduid) worden het meest gebruikt in de keuken. Er is een groot verschil in smaak tussen de vruchten en de bladeren van de plant.
De vruchten worden zowel heel gebruikt als in poedervorm; in poedervorm wordt het ook wel ketoembar genoemd. Korianderzaad, ook wel bekend als duizelzaad, wordt naast karwijzaad en komijn gebruikt als smaakmaker in donkere bieren.

### België en Nederland
Koriander wordt in België en Nederland voornamelijk gebruikt in gerechten van buitenlandse oorsprong en is hier gewoon in de supermarkt te koop. In vroegere tijden werd koriander wel vaak gebruikt in de Belgische en Nederlandse keuken; een laatste overblijfsel hiervan is terug te vinden in de gruut die in witbier gebruikt wordt in België. 'Korianderzaad' is onderdeel van speculaas- en koekkruiden.

### Overige landen
Korianderblad wordt veel gebruikt in de Aziatische keuken en ook in Noord-Afrikaanse landen. De smaak van het Libanese gerecht falafel, gefrituurde balletjes gemalen kikkererwten, wordt sterk bepaald door korianderzaad en korianderblad.

## Fris versus zeep
Verse korianderbladeren geven bij veel mensen een frisse smaak. Echter, zo'n 5 tot 20% van de mensen ervaart bij het eten van dit kruid een zeepsmaak. Aversie tegen het kruid komt voor bij 15-20% van de Oost-Aziaten, Afrikanen en blanken en slechts rond de 5% bij Zuid-Aziaten, Latijns-Amerikanen en mensen in het Midden-Oosten.
Volgens onderzoek zou de oorzaak kunnen liggen in bepaalde receptoren, zoals het proteïne OR6A2. Dit is er verantwoordelijk voor dat bepaalde aldehyden – die ook in zeep voorkomen – worden geactiveerd en door smaakpapillen worden opgenomen.
In de keuken kan voor deze groep mensen het korianderblad vervangen worden door bladpeterselie.
| Koriander                                                        |
| ---------------------------------------------------------------- |
| - Korianderzaad (vruchten) - Korianderblad - Bloeiende koriander |